# 쓰쿠바 대학 유도부
쓰쿠바 대학 유도부(일본어: 筑波大学柔道部)는 일본 이바라키현 쓰쿠바시에 위치한 국립 대학인 쓰쿠바 대학의 유도부이다. 

## 상세
쓰쿠바 대학의 유도부는 과거 도쿄교육대학(고등사범학교)이었던 1894년, 유도의 창시자인 가노 지고로가 쓰쿠바대학의 교장으로 근무하며 직접 유도를 들여온 것과 동시에 창부 되었다. 부원 대부분이 체육전문학군 소속 재학생이며, 대한민국의 유도 선수인 안창림도 본교의 유도부 출신이다. 또한 도카이 대학, 고쿠시칸 대학, 덴리대학과 더불어 4대 전통 유도 강호 대학이라 불리우고 있으며, 매년 전일본유도대회 개인전 및 단체전, 강도관배유도대회, 세계 선수권 대회 및 올림픽 등 권위 있는 대회에서 우수한 성적을 내고 있다.

## 주요 수상 기록
- 2024년도 기준 전일본학생유도우승대회 역대 입상 횟수는 남성부 총 118회, 여성부 93회이며, 우승 횟수로는 남성부 28회, 여성부는 37회를 기록 중에 있다.[1]

- 2024년도 기준 쓰쿠바대학 체육회 소속 재학생 및 출신 졸업생이 올림픽 및 패럴림픽에서 획득한 메달은 금메달 42개, 은메달 44개, 동메달 48개이며, 그 중 유도 부문 역대 메달 수는 금메달 10개, 은메달 15개, 동메달 10개이다.[2]

## 주요 출신 인물
- 나가세 다카노리 - 2020도쿄 올림픽 -81kg급 금메달, 2024 파리 올림픽 -81kg급 금메달
- 노우치 아이미
- 다나카 료마 - 2023 항저우 아시안게임 -66kg급 우승, 2024 두바이 세계선수권 -66kg급 우승
- 다나카 류가 - 2024 아부다비 세계 주니어 선수권 -73kg 우승, 2024 도쿄 그랜드슬램 -73kg 우승
- 다니모토 아유미
- 다지마 고키
- 다쿠보 타케토모
- 도다카 준노스케
- 사사키 타케시
- 시라카네 미오
- 시라카네 히로토
- 안창림 - 3학년을 마치고 중퇴 후 용인대학교로 편입하였다.
- 야마구치 가오리 - 2004 아테네 올림픽 금메달, 2008 베이징 올림픽 금메달
- 오카다 히로타카 - 현재 쓰쿠바대학의 유도부 감독을 맡고있다.
- 후쿠치 슌타로 - 2024 두샨베 세계 주니어 선수권 우승